# Valmet RK 62
Das Valmet RK 62 ist das Standardgewehr der finnischen Streitkräfte.

## Geschichte
Nach dem Zweiten Weltkrieg war Finnland verpflichtet, seine Rüstungsindustrie zu demontieren; darüber hinaus war die Personalstärke der Streitkräfte und die Beschaffung neuer Wehrtechnik streng reglementiert. Erst gegen Ende der 1950er-Jahre wurde die Modernisierung der Bewaffnung des finnischen Heeres begonnen. Anstatt ein neues Gewehr für die Armee zu entwickeln, entschied das Militär, ein Sturmgewehr auf Basis des bewährten sowjetischen Modells AK-47 fertigen zu lassen. Russische Gewehre hatten bereits vorher eine lange Tradition bei der Truppe; so war das Mosin-Nagant mehrere Jahrzehnte Standardgewehr bei der finnischen Armee. Es wurde eine Lizenz zum Nachbau der AK erworben und dabei auch deren Munition übernommen. Der Auftrag ging an den staatlichen Industriebetrieb Valmet.

## Technik
Die Änderungen an der ursprünglichen Konstruktion beinhalteten einen Mündungsfeuerdämpfer und die Verlängerung der Visierlinie. Der Mündungsdämpfer hat zinkenartige Fortsätze, deren scharfe Kanten verwendet werden können, um Drähte zu durchtrennen. Die Kimme wurde nicht auf dem Laufansatz montiert, sondern weiter hinten auf dem Gehäusedeckel. Das Korn dagegen wurde von der Laufmündung weg auf den Ansatz der Gasdruckableitung platziert. 
Die Gründe für die Entscheidung für das Kalaschnikow-System waren aber nicht nur im politischen Einfluss der Sowjetunion begründet. Insbesondere die extreme Kälte stellt besondere Anforderungen an die Ballistik, wobei sich die Patrone M43 als gut geeignet erwies. Entgegen der Tendenz zu kleineren Kalibern hält das finnische Militär deshalb bis heute an dieser Munition fest.
Von den vielen Nachbauten der AK weltweit ist die Valmet 62 aufgrund der besonderen Fertigungsstandards eines der höherwertigen Modelle. Aspekte seiner ausgereiften Technik wurden später von israelischen Konstrukteuren aufgegriffen und fanden sich im Galil-Gewehr wieder.